# Gârcov
Gârcov – wieś w Rumunii, w okręgu Aluta, w gminie Gârcov. W 2011 roku liczyła 1415 mieszkańców.